# 奈及利亞國家女子足球隊
尼日利亞國家足球隊（英語：Nigeria national women's football team），別稱「非洲雄鷹」或者「超霸鷹」，是代表尼日利亞参加国际女子足球赛事的国家队，由尼日利亞足協管轄，並參與非洲足協旗下的比賽。尼日利亞是非洲最成功的女子足球國家隊，曾11次奪得非洲女子國家盃，亦是非洲唯一能晉級到奥运会及國際足協女子世界盃半準決賽階段的女子國家隊。

## 外部連結
- 官方网站 （页面存档备份，存于）
- FIFA頁面